# Ulrichschlag (Gemeinde Schönbach)
Ulrichschlag (früher auch Ullrichschlag) ist eine Rotte in der Marktgemeinde Schönbach im Bezirk Zwettl in Niederösterreich.
Der Ort liegt an der Landesstraße L78 zwischen Traunstein und Schönbach, 2025 hatte er 9 offizielle Wohnadressen.

## Geschichte
Der Ort wird bereits 1556 schriftlich erwähnt, im Eintrag der Josephinischen Fassion aus Jahre 1786/87 gab es im heutigen Ort 5 Häuser die der Herrschaft Pöggstall unterstellt waren.
In Folge der Theresianischen Reformen wurde der Ort dem Kreis Ober-Manhartsberg unterstellt und nach dem Umbruch 1848 war er bis 1867 dem Amtsbezirk Ottenschlag zugeteilt.
Mit der Aufhebung der Grundherrschaften und Bildung der Ortsgemeinden wurde der Ort 1849 ein Teil der Katastralgemeinde Dorfstadt als Teil der Gemeinde Schönbach.
Laut Adressbuch von Österreich waren im Jahr 1938 in Ulrichschlag einige Landwirte ansässig.